# دانشگاه لی
دانشگاه لی یک دانشگاه خصوصی در کلیولند، تنسی است. این مؤسسه در اصل مدرسه آموزش کتاب مقدس کلیسای خدا بود، یک مؤسسه کوچک کتاب مقدس که در سال ۱۹۱۸ با دوازده دانش آموز و یک معلم به نام نورا آی چمبرز تأسیس شد. مدرسه رشد کرد و در سال ۱۹۴۸ به کالج لی تبدیل شد. بیست سال بعد، لی توسط انجمن کالج‌ها و مدارس جنوبی به عنوان یک کالج هنرهای لیبرال چهار ساله اعتبار گرفت. در سال ۱۹۹۷، لی از کالج به دانشگاه جامع تغییر پیدا کرد. این دانشگاه به شش کالج و مدرسه تقسیم شده‌است: کالج هنر و علوم، کالج آموزش هلن دیووس، دانشکده تجارت، دانشکده موسیقی، دانشکده پرستاری و مدرسه دین. این دانشگاه همچنین مدارک آنلاین را از طریق بخش آموزش بزرگسالان ارائه می‌دهد. این دانشگاه به افتخار FJ Lee، دومین رئیس آن نامگذاری شده‌است. دانشگاه لی روابط همجنسگرایانه را برای دانشجویان ممنوع کرده‌است.